# Representativ demokrati

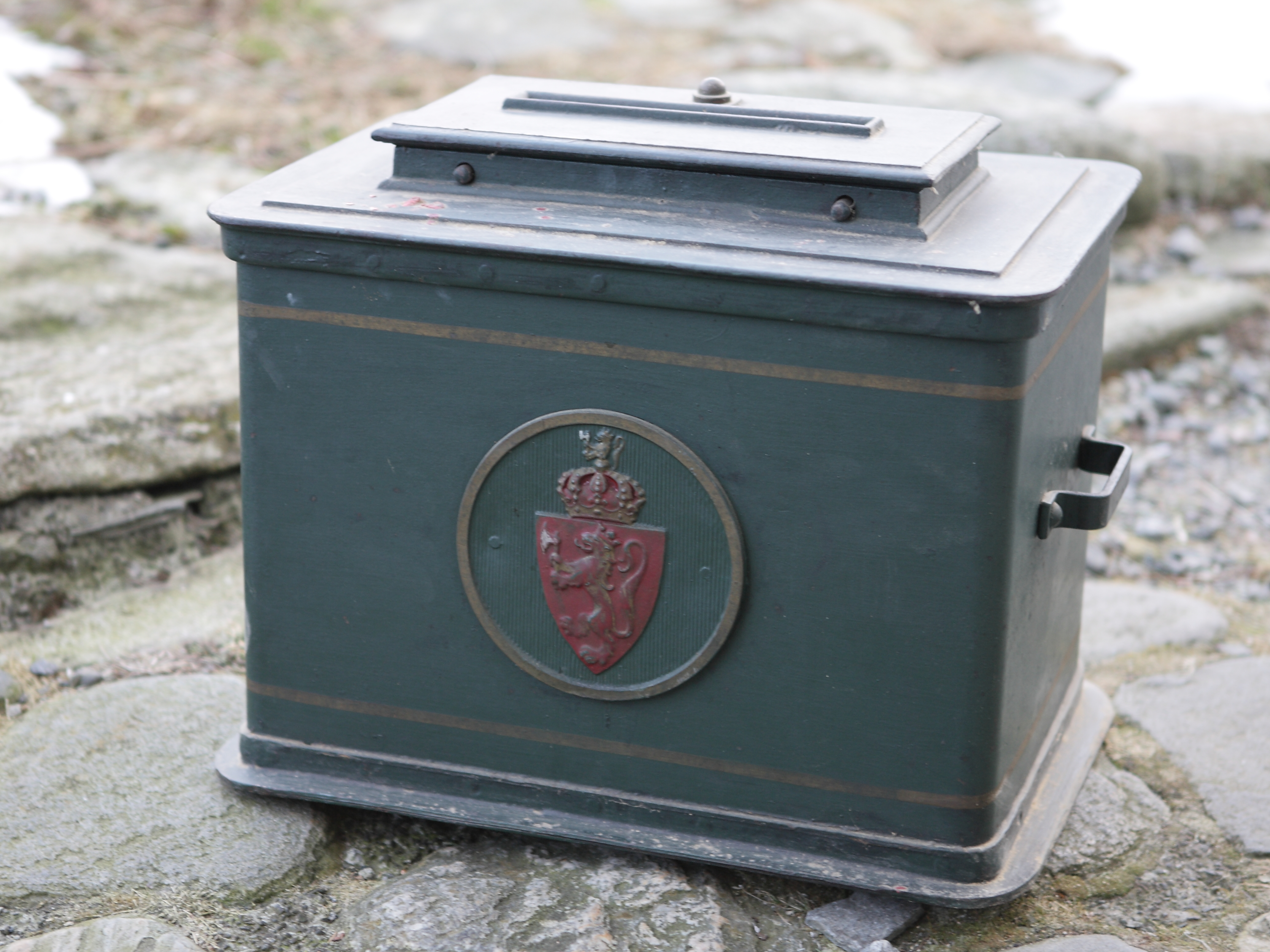
Äldre valurna från Norge

Representativ demokrati avser ett system där folket styr genom val av partier eller företrädare med beslutanderätt. Representativ demokrati kan också ses som en samlingsbeteckning för en mängd demokratiska modeller. Gemensamt för dessa är dock att kärnan består av regelbundet återkommande val mellan konkurrerande representanter. Folksuveräniteten åstadkoms genom att medborgarna påverkar styret genom att rösta i dessa val. Den är den absolut mest spridda metoden för att auktoritativt och legitimt utöva kontroll, utkräva ansvar och utveckla debatt i moderna demokratier.

## Andra termer
En annan term för begreppet är valdemokrati. Ordet valdemokrati kan ses som en idealtyp, åtskiljd från realtypen representativ demokrati. Med andra ord; begreppet valdemokrati avser tanken och idén bakom den representativa demokratin. Termen representativ demokrati ses istället som den faktiska formen av demokrati som existerar i flera av dagens länder. Begreppet "partikrati" används internationellt för att beteckna en partibaserad representativ demokrati.

## Definitioner
Representativ demokrati är inget statiskt begrepp. Det sträcker sig från rent elitistiska åskådningar så som Joseph Schumpeters konkurrensdemokrati till betydligt mer deltagarvänliga synsätt. Den amerikanske statsvetaren och demokratiteoretikern Joseph Schumpeter ansåg att det klassiska demokratiidealet var svårt att förverkliga i praktiken. I sin bok Capitalism, Socialism and Democracy (1942) hävdar han helt enkelt att det inte är möjligt att upprätta ett politiskt system där besluten avspeglar folkmajoriteten. Det enda realistiska alternativ som står till buds är att människor kan få välja mellan ett antal konkurrerande eliter. När en elit (i form av ett politiskt parti) väl är vald så har den makten och det går inte att göra anspråk på att de beslut som den fattar skall stämma överens med folkviljan. Däremot kan förstås en elit som missköter sitt ämbete bli avsatt i nästa politiska val. På detta sätt upprätthålls en folklig kontroll av eliterna, men inte av besluten. Här närmar sig Schumpeters en av den representativa demokratin mest avgörande mekanismer, nämligen ansvarsutkrävandet. Teorin är enkel, genom insyn och information kan medborgarna kräva ansvar av de folkvalda om de gjort olämpliga beslut. Detta blir en mekanism som ersätter en mer direkt påverkan på besluten. En annan, lite mindre begränsande, mekanism eller nyckelbegrepp är mandatgivande. Enligt denna teori åstadkommes medborgarens påverkan genom att hon väljer en politiker (en elit) med ett mandat. Helt enkelt en instruktion om hur politikern skall agera i vissa frågor. Detta fungerar också mer indirekt. I en föränderlig värld kan det vara svårt att vara rationell. Därför lägger väljarna sin röst på den grupp (det parti) som man bäst anser företräda sina intressen. Hur denna valda grupp agerar i sakfrågor är mindre intressant för den enskilda väljaren. Klasspartier är kanske det tydligaste exemplet på detta, så som socialdemokraterna i Sverige. 
Det som är centralt för denna uppsats är att det representativa demokratiperspektivet på demokrati antas ha ett antal inbyggda mekanismer som skall säkerställa den politiska jämlikheten. Tanken är att representativa demokratin genom dessa mekanismer skall säkerställa att alla människor i ett samhälle har samma makt i politiken. Givetvis kommer det även i den mest fulländade representativa demokratin att finnas en politisk elit med större makt än övriga men de som valt dessa skall alla ha haft samma inflytande. Den politiska jämlikheten skall enligt representativa demokratin främst säkras genom mekanismerna regelbundet återkommande val, fri opinionsbildning samt någon grad av beroende.
Representativiteten förutsätter någon form av val för att välja dem som folket anser bör företräda dem. Det regelbundet återkommande valet är kanske det mest centrala i den representativa demokratin. Det är nämligen med denna mekanism som medborgarna får sin möjlighet att välja bort dem som misskött sitt ansvar. Det viktigaste är kanske inte själva valet utan snarare omvalet eller det uteblivna sådana. Detta på grund av att väljaren inte kan vara säker på att den person eller det program som hon röstat på verkligen kommer att genomföras Vad krävs då för att folket skall kunna fatta genomtänkta retrospektiva domar över eliten (bedöma vad eliten tidigare gjort)? Även här lyfts två huvudsakliga principer fram; tydliga ansvarsstrukturer så att väljaren kan avgöra vilken elit som bär ansvaret för en förd politik samt jämlika resurser hos de olika konkurrerande eliterna.
Frågan om fri opinionsbildning berör den demokratiska frihet som medborgarna har utanför de formella beslutsorganen. En frihet för de styrda att forma och uttrycka politiska åsikter utanför regeringsstyrets kontroll. Denna frihet kan indelas i två huvudsakliga linjer. Den första handlar om friheten att forma egna opinioner. För att det skall vara någon mening att genomföra val måste det finnas verkliga valmöjligheter. Det är inte särskilt fruktsamt att bara kunna få rösta på en eller ett fåtal människor. Att ha möjligheten att bilda opinioner är viktigt för att uppnå öppen konkurrens mellan många politiska aktörer. Den andra huvudsakliga linjen under denna princip syftar till medborgarens rätt att när som helst uttrycka politiska åsikter, inte bara genom att rösta på valdagen. Genom medborgarnas möjlighet till att kommunicera med varandra påverkas också förhållandet mellan de styrda och de styrande. Folket kan direkt, utanför valdagen, meddela representanterna sina åsikter. Frihet till politiska åsikter blir alltså en ersättning för möjligheten att ge representanterna instruktioner.
Grad av beroende handlar egentligen inte om en princip utan är ett försök att beskriva den mångfald i åsikter som finns kring hur de styrande skall vara beroende av sina väljare. Dessa kan sammanfattas i fyra normativa ideal (fyra åsikter om hur detta beroende borde fungera).
Förtroendemodellen bygger på att professionella politiker som tillhör en utbildad elit på ett vist sätt skall föra folkets talan. En av de första förespråkarna för denna modell var den konservativa ideologen Edmund Burke som ansåg att representation hänger intimt samman med en moralisk plikt. Denna modell har starka elitistiska förtecken. Den bygger på att folket inte vet sitt eget bästa och att representanterna när de väl är valda skall tänka själv.
Delegatmodellen skulle kunna ses som förtroendemodellens motpol. Här ses representanten istället som en person som skall agera för någon annan genom klara riktlinjer och instruktioner. Principen är att representanten skall vara så bunden som möjligt till åsikterna hos dem som valt henne/honom. Förespråkarna för denna modell brukar lyfta fram främst två fördelar; bredare möjlighet för medborgarna att delta i beslutfattandet samt att den ligger nära idealet om folklig suveränitet. Både förtroendemannamodellen och delegatmodellen uppkom då demokratin var ung och representanterna fortfarande var sedda som självständiga aktörer. Idag är nästan alla representanter bundna till ett politiskt parti, ofta med ett specifikt politiskt program. Delegatmodellen bygger på idén att partiet som har vunnit valet får möjlighet att genomföra den politik som det har offentliggjort under valrörelsen. Det är alltså partiet snarare än den enskilde representanten som är grunden för representativiteten. Representantens uppdrag är enligt denna modell att vara lojal mot partiet och dess program.
Enligt Representationsmodellen bör ett parlament vara ett mikrokosmos av folket som sådant.[källa behövs] Parlamentet skall alltså innehålla medlemmar från samhällets alla grupper och sektioner. Det kan handla om grupper baserade på kön, socialklass, religion, etnicitet, ålder och så vidare. Modellen grundar sig i att man antar att en person som kommer från en viss grupp i stort delar åsikter och erfarenheter med gruppens andra medlemmar.
Den fransk-amerikanske statsvetaren Bernard Manin menar att representativ demokrati är något i grunden annat än direktdemokrati. Även i en direkt demokrati måste man utse representanter, men i stället för att välja sådana lottar man i regel fram någon. Genom att använda lotten blir sannolikheten stor att representanter liknar befolkningen - inte bara i sociala avseenden och beträffande åsikter utan också kunskapsmässigt. I en representativ demokrati utser man som regel någon som är bättre än genomsnittet. Manin menar att detta är ett aristokratiskt inslag i ett representativt system.
Manins teori framställs ofta som liggande i linje med Schumpeters elitmodell. Detta ifrågasätts på allvar i en magisteruppsats av Ingemar Andersson. Andersson menar att tyngdpunkten i Manins teori ligger på själva urvalsprocessen - till exempel när partierna nominerar kandidater inför ett val. I Schumpeters teori ligger tonvikten i stället på väljaren, som kan välja mellan olika valsedlar på samma sätt som han eller hon kan välja olika fabrikat av en vara i en affär.